# Annelies Penders
Annelies Penders (Tongeren, 20 juli 1988) is een Belgisch voormalig handbalster.

## Levensloop
Penders was actief bij HC Tongeren. In 2006 maakte ze de overstap naar Fémina Visé. Na een doortocht bij Initia Hasselt keerde ze in 2011 terug naar Fémina Visé. In 2016 zette ze een punt achter haar speelsterscarrière.
Met Fémina Visé werd ze viermaal landskampioen (2007, 2008, 2012 en 2014) en won ze vijfmaal de Beker van België (2007, 2008, 2013, 2014 en 2016) Met Initia Hasselt won ze daarnaast eenmaal de Beker van België (2011). In 2014 werd ze verkozen tot handbalster van het jaar.